# Najibullah Quraishi
Najibullah Quraishi är en afghansk journalist och dokumentärfilmare. Han har uppmärksammats för sina filmer om situationen i Afghanistan efter kriget 2001. 

## Filmer
- Bland talibaner (Behind Taliban Lines), 2010
- Afghan Massacre: The Convoy of Death, 2002
- The Dancing Boys of Afghanistan, 2010
- The Warlord’s Tune: Afghanistan’s war on children
- Opium brides, 2012
- The Girls of the Taliban, 2014
- Living Beneath the Drones, 2015